# David Mostyn
Sir Joseph David Frederick Mostyn KCB CBE (* 28. November 1928 in London; † 20. Januar 2007 in Uplyme, East Devon) war ein britischer Offizier und General des Heeres.
Er war von 1980 bis 1983 der 18. Kommandant des Britischen Sektors von Berlin und somit einer der alliierten Stadtkommandanten. Von 1986 bis 1988 war er der 52. Generaladjutant der Britischen Streitkräfte und Mitglied des Heeresrates.

## Beginn der Militärkarriere
David Mostyn besuchte die Downside School im englischen Radstock und absolvierte ab 1948 die Militärakademie Sandhurst. Schließlich wurde er als Second Lieutenant in den Militärdienst übernommen und der Oxfordshire and Buckinghamshire Light Infantry zugewiesen.
Mostyn war zunächst bei der Rheinarmee in Deutschland sowie in Griechenland und in Zypern eingesetzt.
1958 absolvierte er ein Studium am Canadian Army Staff College und wechselte im Anschluss an das damalige Kriegsministerium. Dort übernahm er die Verantwortung für den operativen Bereich der Karibik, des Mittelmeers sowie des Nahen Ostens und Afrikas.
Anfang der 1960er Jahr wurde er während der Kuwait-Krise in den dortigen Raum versetzt, später nach Rhodesien, in den Kamerun und erneut nach Zypern. Einen besonderen Namen machte sich Mostyn als Angehöriger des 2. Bataillons der Royal Green Jackets beim Einsatz während der Unruhen im Zusammenhang mit der Unabhängigkeit von Britisch-Guayana, wofür er 1962 als Member in den Order of the British Empire (MBE) aufgenommen wurde.
Nach einer kurzen Tätigkeit als Ausbilder an einer Militärakademie wurde Mostyn 1969 Kommandeur des 2. Bataillons der Royal Green Jackets, das bei der Rheinarmee in Deutschland und schließlich in Nordirland im Einsatz war.
Im Anschluss wurde er erneut als Ausbilder eingesetzt, ehe er 1972 den Posten des Kommandeurs der 8. Infanteriebrigade in Londonderry übernahm. 1974 erhielt er die Ordensstufe eines Commander des Order of The British Empire (CBE).
Es folgte eine Verwendung als stellvertretender Direktor des Ausbildungswesens des britischen Heeres, ehe er eine Tätigkeit am Royal College of Defense Studies und später erneut bei der Rheinarmee übernahm. 
1978 wurde David Mostyn zum Major-General befördert und zugleich auf den Posten des Leiters des Army Personal Service versetzt. Bis heute gilt er als jener Personalchef der Britischen Streitkräfte, der die gravierendsten Verbesserungen im Bereich der Gehalts- und Arbeitsbedingungen durchsetzte.

## Stadtkommandant in Berlin
Als Nachfolger von Robert Richardson wurde er im September 1980 zum Kommandanten des Britischen Sektors von Berlin ernannt. Er war damit einer der alliierten Stadtkommandanten und bildete mit den US-Amerikanern Calvert Benedict und James Boatner (ab 1981) sowie den Franzosen Bernard d’Astorg und Jean Liron (ab 1980) die höchste Instanz der West-Alliierten Berlins. Er gehörte somit der Alliierten Kommandantur an, die dem Alliierten Kontrollrat unterstellt war.
In seine Amtszeit fielen auch der 1980 beginnende Erste Golfkrieg sowie die ersten Hausbesetzungen, Unruhen und Massen-Demonstrationen in Berlin.
Als Stadtkommandant übernahm er einen der wichtigsten und herausragendsten Posten, den das britische Militär außerhalb Großbritanniens zu vergeben hatte. Als solcher war er zum einen militärischer, aber vor allem „politischer Führer“ seines Landes und übte eine Art Vertretereigenschaft für Königin Elisabeth II. aus, da Berlin formal nicht zum Geltungsbereich der Bundesrepublik Deutschland gehörte und Großbritanniens in Bonn residierender Botschafter unzuständig war.
Wie seine Vorgänger, konzentrierte sich auch Mostyn als Stadtkommandant überwiegend auf die politische und diplomatische Vertretung seines Landes und seine Aufgaben als Mitglied der Alliierten Kommandantur, während der jeweilige Brigadekommandeur die rein militärische Führung der Britischen Streitkräfte in der Vier-Sektoren-Stadt übernahm.
Mit dem Wechsel nach Berlin bezog Mostyn mit seiner Familie die im Berliner Ortsteil Gatow befindliche Villa Lemm, die durch Angehörige der German Service Unit (Berlin), einer Deutschen Dienstorganisation und Wachpolizei der Britischen Streitkräfte, bewacht wurde. In seine Amtszeit fiel die Eingliederung der Einheit als 248 German Security Unit in das 2. Regiment der britischen Militärpolizei RMP im April 1982, die durch Mostyn maßgeblich unterstützt wurde.
In der Villa Lemm residierten auch die Mitglieder des britischen Königshauses während ihrer Berlin-Aufenthalte. Der Funktion des Gastgebers gegenüber der Königsfamilie kam ein britischer Stadtkommandant mindestens einmal pro Jahr nach, wenn die Abnahme der Königlichen Geburtstagsparade (Queens Birthday Parade) auf dem Berliner Maifeld am Olympiastadion anstand.
Während seiner Amtszeit als Stadtkommandant setzte Mostyn erhebliche Hafterleichterungen für den seit dem 18. Juli 1947 im Kriegsverbrechergefängnis Spandau einsitzenden ehemaligen Hitler-Stellvertreter Rudolf Heß durch, der bereits seit dem 1. Oktober 1966 der einzige Gefangene in der Haftanstalt war.
Im Oktober 1983 wurde Mostyn als Stadtkommandant durch Bernard Gordon-Lennox abgelöst.

## Letzte Kommandos
Im Anschluss an seine Berliner Zeit wurde David Mostyn zum Lieutenant-General befördert und zum Militärsekretär im Verteidigungsministerium ernannt. 
Am 31. Dezember 1983 erhob ihn Königin Elisabeth II. er als Knight Commander des Order of the Bath in den Ritterstand, weshalb er fortan den Namenszusatz „Sir“ führte.
Von 1983 bis 1986 war er kommandierender Colonel der Light Division und von 1983 bis 1988 kommandierender Colonel des Army Legal Corps. 1984 erfolgte die Beförderung zum General. 
1986 wurde Mostyn zum Generaladjutanten der Britischen Streitkräfte ernannt und war somit auch Mitglied des Heeresrates. Mit diesem 250 Jahre alten Amt nahm er eine der höchsten Dienststellung innerhalb der Britischen Streitkräfte ein und war für die Personalentwicklung, einschließlich der Rekrutierungsmaßnahmen verantwortlich.
Mostyn ging in seiner Amtszeit vor allem gegen die steigenden Fälle von Mobbing innerhalb des Militärs vor. Zudem erreichte er eine verbesserte Verwendungsbreite für weibliche Soldaten und setzte erste Akzente für eine Gleichstellung von Mann und Frau beim britischen Militär.
1987 ernannte ihn Königin Elisabeth II. zusätzlich zum Aide-de-camp General und somit zu ihrem Sonderbeauftragten.
Seine letzte große Aufgabe während seiner aktiven Dienstzeit war 1987 die Durchführung der Sovereign’s Parade aus Anlass des 40. Jahrestages der Militärakademie Sandhurst.
Nach 41 Dienstjahren trat David Mostyn schließlich Anfang 1989 in den Ruhestand.

## Gesellschaftliches Wirken
David Mostyn war in zahlreichen gemeinnützigen Organisationen engagiert. So hatte er Ehrenämter in der Royal Military School inne und war darüber hinaus Präsident der Box- und Schwimmvereinigung des britischen Heeres, Vorsitzender der Lyme Regis Hospital Trust und Direktor des Joseph Weld Hospice.

## Privates
David Mostyn entstammte einer alten Offiziersfamilie. Er war der Sohn von Lieutenant Joseph Philip David Mostyn (1894–1929) und Mary Catherine Moss, bei seinem Großvater handelte es sich um Lieutenant-Colonel Edward Henry Joseph Mostyn (1857–1916). Da sein Vater nur wenige Wochen nach Mostyns Geburt starb, wuchs er bei seinem Onkel Tom Tyrwhitt-Drake in Amersham auf.
Er war seit dem 13. Dezember 1952 mit seiner Frau Diana, einer Tochter des Brigadiers Bertrand Sheridan, verheiratet. Aus der Ehe gingen eine Tochter und drei Söhne hervor.
Seit 1964 lebte die Familie auf einem Anwesen bei Devonshire-Dorset in Südengland. David Mostyn starb im Januar 2007 im Alter von 78 Jahren. Seine Witwe Diana verstarb am 7. März 2018 im Alter von 89 Jahren.

## Trivia
- David Mostyns eigentlicher Vorname Joseph führt auf eine alte Familientradition zurück. Seine Großeltern Mary und Edward Henry Joseph Mostyn hatten neun Kinder, die sie alle auf die Vornamen Joseph, bzw. Mary taufen ließen. Darüber hinaus erhielten sie aber unterschiedliche Zweitnamen. Seither tauchen diese Namen regelmäßig auch in den nachfolgenden Generationen auf.
- In seiner Berliner Zeit ging während der Generalprobe einer Queens Birthday Parade das Pferd des Stadtkommandanten aufgrund der lauten Musik der einlaufenden Army-Band durch. Verletzt wurde jedoch niemand.
- Neben Geoffrey Bourne war David Mostyn der einzige Kommandant des Britischen Sektors von Berlin, der im Laufe seiner aktiven Dienstzeit den Rang eines Vier-Sterne-Generals erreicht hat.